# Lygaeidae
Famille
Les Lygaeidae sont une famille d'insectes du sous-ordre des hétéroptères (punaises).

## Description
Il s'agit de punaises d'une taille allant de 4 à 12 mm de long. Les Lygaeinae sont souvent vivement colorés de rouge ou de jaune et de noir (aposématisme), alors que les membres des deux autres sous-familles sont plutôt sombres, brunâtres, rougeâtres ou grisâtres. Les ocelles ne sont pas entourés d'un sillon. Les antennes et le rostre comptent 4 segments. Le pronotum présente des callus dans la partie antérieure avec un profond sillon transverse, souvent arqué et ondulé. Le scutellum présente un motif caréné en forme de croix ou de i grec. Les stigmates abdominaux sont dorsaux (à l'exception des Lepionysiini, chez lesquels ceux du 7e segment sont ventraux). Chez les Lygaeinae, la face dorsale n'est pas ponctuée, alors qu'on trouve des ponctuations chez les autres sous-familles. La membrane de l'hémélytre compte 4 à 5 veines. Chez les Ischnorhynchinae, la corie est souvent translucide et la membrane hyaline. les tarses comptent 3 articles,,,. 

## Répartition et habitat
Cette famille a une répartition cosmopolite avec la plus grande diversité dans les régions tropicales et subtropicales. Les Ischnorhynchinae sont surtout tropicaux et des régions sud-tempérées, avec le genre Kleidocerys largement répandu dans l'hémisphère Nord. Les Orsillinae comptent 2 tribus également cosmopolites, les Nysiini et les Orsiliini, ainsi que 2 tribus à répartition plus restreinte, les Lepionysiini, endémiques d'Australie, et les Metrargini, du Nouveau Monde et de Hawaï.
La répartition des espèces dépend de celle de leurs plantes hôtes. Plus le climat est chaud, plus il y a de diversité d’espèces. Beaucoup d’espèces se trouvent au sol, grimpant sur les plantes basses la nuit ou à des conditions de température et d’humidité particulière. En cas de conditions du milieu défavorables ou de densité de population trop importantes, les individus macroptères permettent la survie de l’espèce dans un biotope dispersé ou une migration pour changer de milieu est parfois nécessaire.

## Biologie
Certaines espèces s'élèvent bien en laboratoire et ont été très étudiées de divers points de vue (bactéries symbiotes, génétique, génome, etc.).

### Alimentation
Ces punaises sont phytophages, et se nourrissent de graines (d'où leur nom vernaculaire anglais de « Seed bugs », « punaises à graines ») ou de chatons d'arbres. La ponction des graines vivantes semble nécessaire aux juvéniles et à la maturation des ovaires mais ils peuvent aussi se nourrir de graines sèches tombées au sol, voire de tiges, feuilles et organes floraux, permettant de se réhydrater. Elles semblent plutôt polyphages, c'est-à-dire pouvant se nourrir sur de nombreuses espèces de plantes. En début de saison, les mono ou oligophages peuvent avoir un régime alimentaire très différent de la période reproductive de leur plante-hôte où ils se nourrissent de leurs graines . Les Lygaeinae, aux couleurs aposématiques, se nourrissent souvent de plantes toxiques, souvent sur des Asclepiadaceae et des Apocyanaceae. Ils présentent également des formes de mimétisme avec des coléoptères, des papillons de nuit ou d'autres hétéroptères. Les Ischnorhynchinae sont communément associés à des Ericaceae, des Scrophulariaceae et des Myrtaceae. La plupart mangent en lacérant la surface des tissus, notamment des graines, qu'ils dissolvent en y injectant de la salive. Plusieurs espèces se nourrissent également de sève, ainsi qu'occasionnellement sur d'autres insectes. 

### Endosymbiose
On rencontre chez les Hétéroptères des endosymbiose avec des bactéries, qui sont hébergées dans des formations de l'intestin, et non dans les cellules. Toutefois, on a découvert chez Kleidocerys resedae, la punaise des chatons de bouleau, des protéobactéries à symbiose obligatoire qui vivent à l'intérieur de cellules, et chez des espèces de Nysius des endosymbioses dans des bactériomes, structures particulières pour les héberger. Chez Spilostethus hospes et Oncopeltus fasciatus, on a observé des endosymbiotes tueurs de mâles, provoquant une distorsion du sex-ratio. Les individus d’une même espèce ont les mêmes symbiontes. La transmission des symbiontes à la génération suivante se fait de différentes manières : directement à l’intérieur de la femelle ou au moment de la ponte une substance est déposée sur les œufs. Ils semblent indispensables au développement des juvéniles. 

### Reproduction
L'accouplement commence généralement par le mâle qui monte sur la femelle en s'accrochant des trois paires de pattes, puis, dès que les parties génitales sont couplées, le mâle pivote en position tête-bêche (cul à cul). Les accouplements ont souvent lieu en promiscuité, les mâles et les femelles s'accouplant plusieurs fois à la suite. Une population parthénogénétique composée uniquement de femelles a été découverte chez Nysius groenlandicus au nord du Groenland. Les femelles pondent en général les œufs par grappes (dont la taille varie selon plusieurs facteurs) et peuvent le faire plusieurs fois au cours de leur vie. Chez certaines espèces de Nysius, les œufs sont accrochés individuellement à la face inférieure des feuilles. Les juvéniles vivent dans le même environnement que les adultes. On a pu constater certaines formes de cannibalisme entre juvéniles lors de l'éclosion, en particulier sur des œufs non fécondés, mais pas seulement. Il est possible qu'un certain nombre d’œufs non fécondés soient pondus comme réserve de nourriture. 

### Développement
Les œufs ovales n’ont pas d'opercules mais une couronne de micropyles. Ils sont pondus en petits groupes à la base de leur plante-hôte. Selon la température ambiante, le développement embryonnaire dure entre 5 à 30 jours, pour une moyenne de 10-12 jours. On retrouve le plus souvent les 5 stades larvaires entre l'éclosion et le stade adulte. Toutefois, certaines espèces ont un nombre de stade de développement variable, entre 3 et 7 stades. Lune des hypothèses est que, comme ce sont les adultes qui hivernent, un nombre de stades inférieur permet d'atteindre plus vite le stade adulte pour l'hivernage en cas de saisons courtes. Les espèces qui hivernent entrent en diapause à l'état adulte, et parfois migrent, non pas vers le sud mais vers des lieux adéquats (bâtiments, cavités rocheuses) pour éviter les trop basses températures. Les espèces peuvent être univoltines ou multivoltines selon la latitude. Les espèces sont souvent univoltines mais parfois bivoltines, s’adaptant aux variations de températures. Les mortalités hivernales sont importantes. Ils reprennent leur activité au printemps, après la fonte des neiges. S’il n’y a qu’une seule génération, les adultes sont visibles de mai à septembre, avec un pic d’abondance entre juin et août. En cas de deux générations, celles-ci se recouvrent partiellement. 

### Comportements sociaux
Chez plusieurs espèces, on constate des agrégations, au stade juvénile, parfois avec des adultes mêlés, ainsi que, dans les régions tempérées, lors de l'hivernage. On rencontre de tels comportement également pour se nourrir, et il semble que cela permette d'améliorer le nourrissage. Lorsque plusieurs individus se nourrissent sur une même graine, chacun a besoin d'injecter moins de salive car il peut utiliser l'effet de celle des autres. 
Plusieurs produisent des stridulations en frottant un plectre placé sur l'aile antérieure sur un stridulitrum placé sur une veine de l'aile postérieure. 

### Aposématisme
L'aposématisme, adaptation de défense contre la prédation par un signal que l'espèce est peu consommable est très développé chez les Lygaeinae, avec leur livrée orange à rouge et noire. Il se peut que le grégarisme de ces espèces soit dû au fait que l'agrégation augmente la force du signal. Chez les Lygaeidae, la défense est chimique, et constituée de cardénolides, qui sont repousssants pour la plupart des prédateurs, aussi bien des oiseaux que des arthropodes (mantes religieuses, etc.). Ces substances sont communiquées d'une génération à l'autre, puisque même les oeufs sont souvent colorés et en contiennent. La plupart du temps, cette défense dépend de la nourriture (toxines séquestrées des plantes hôtes), mais il semble que certaines espèces soient capables de produire des composés volatiles non tirés de leur nourriture, dans leurs glandes odoriférantes. 

### Prédation et parasites
Malgré cette défense, cette famille est attaquée par beaucoup de prédateurs non spécialisés. Les Lygaeidae peuvent être prédatés par des oiseaux, des rongeurs et des arthropodes (Anthocoridae, Nabidae, myriapodes), mais il semble que leur principal menace vienne de parasites, tels que des mouches tachinides, des trypanosomes, ou, en ce qui concerne les oeufs, des fourmis. Les fourmis, arachnides et coléoptères carabidae sembles repoussés par l’odeur de ces punaises. 

### Espèces affectant l'agriculture humaine
Quelques espèces ont une importance économique. Nysius vinitor et N. clevelandensis en Australie, Nysius niger et N. raphanus aux États-Unis, qui se nourrissaient originellement sur des plantes indigènes, ont appris à venir se nourrir sur des plantes cultivées, où ils peuvent occasionner des dégâts importants. Des espèces de Spilostethus, dont Spilostethus pandurus peuvent s'en prendre à des cultures en Europe, en Afrique et en Asie. C'est également le cas de Elasmolomus sordidus qui peut s'en prendre aux cacahuètes, aussi bien dans les cultures que dans les entrepôts. Graptostethus servus cause occasionnellement des dégâts à des cultures de coton, de tournesol, de patate douce, de canne à sucre et de millet.

## Galerie

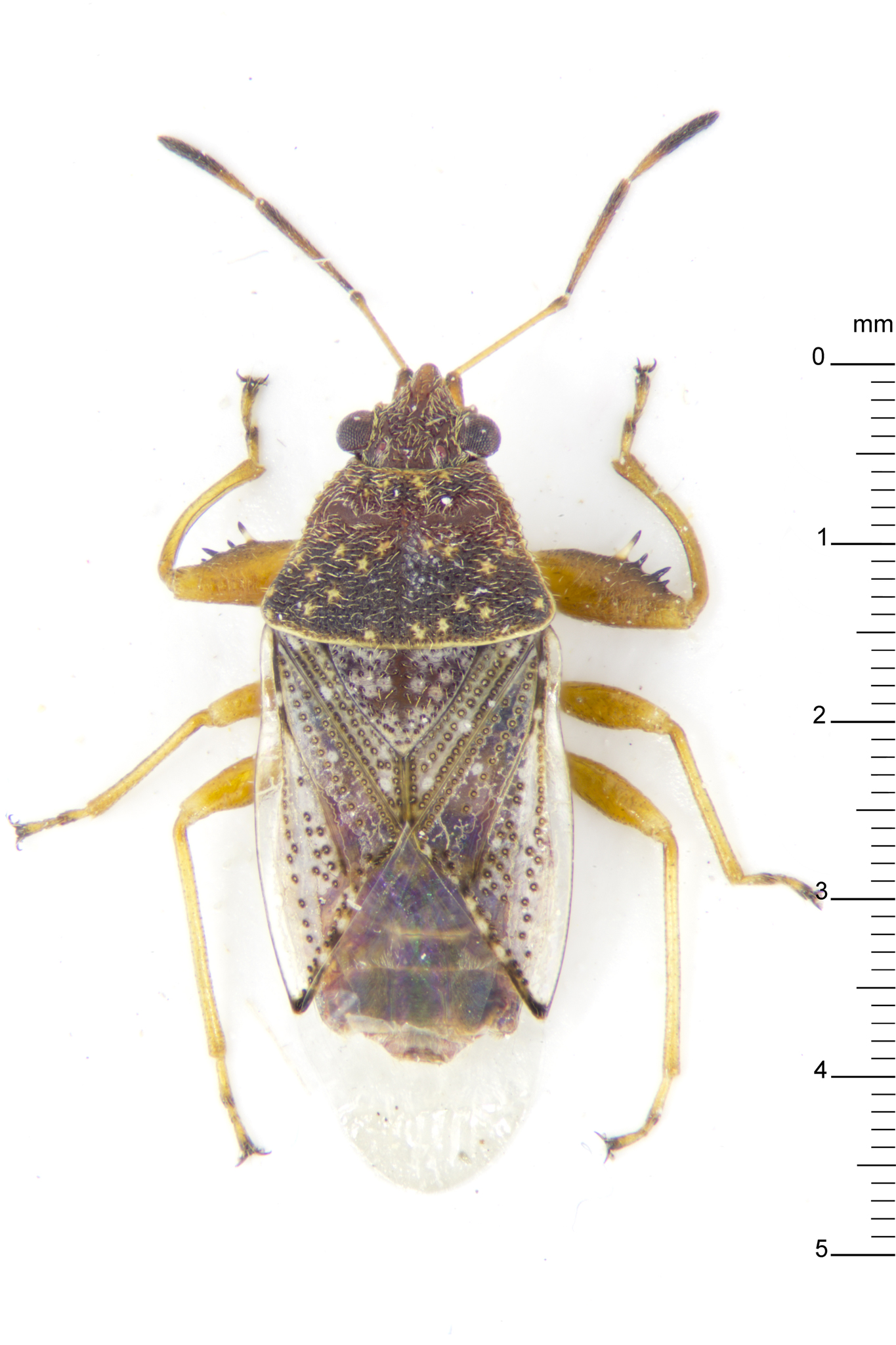
Ischnorhynchinae : Acanthocrompus incrassatus, Brunei.
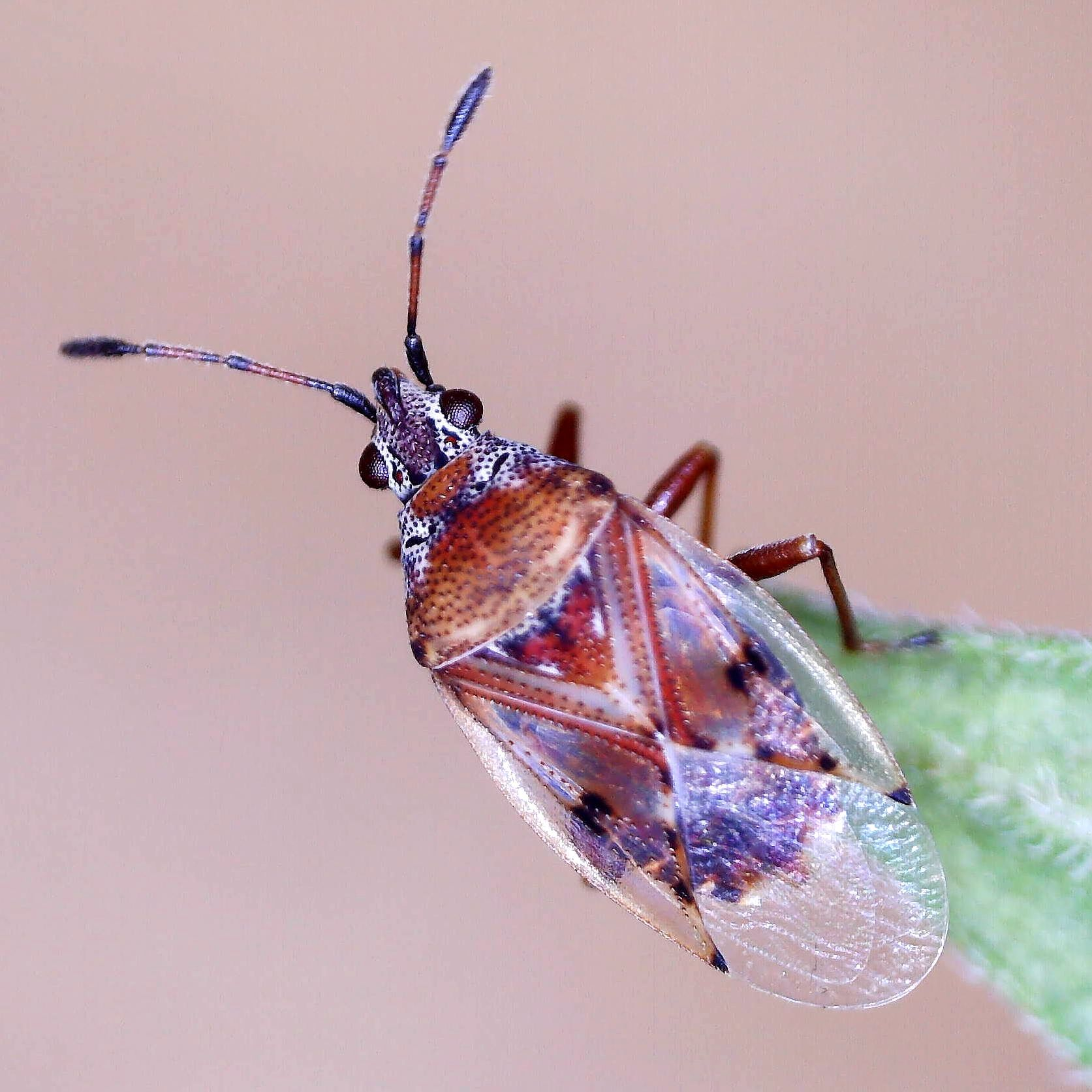
Ischnorhynchinae : Kleidocerys resedae, la punaise des chatons de bouleau, Angleterre.
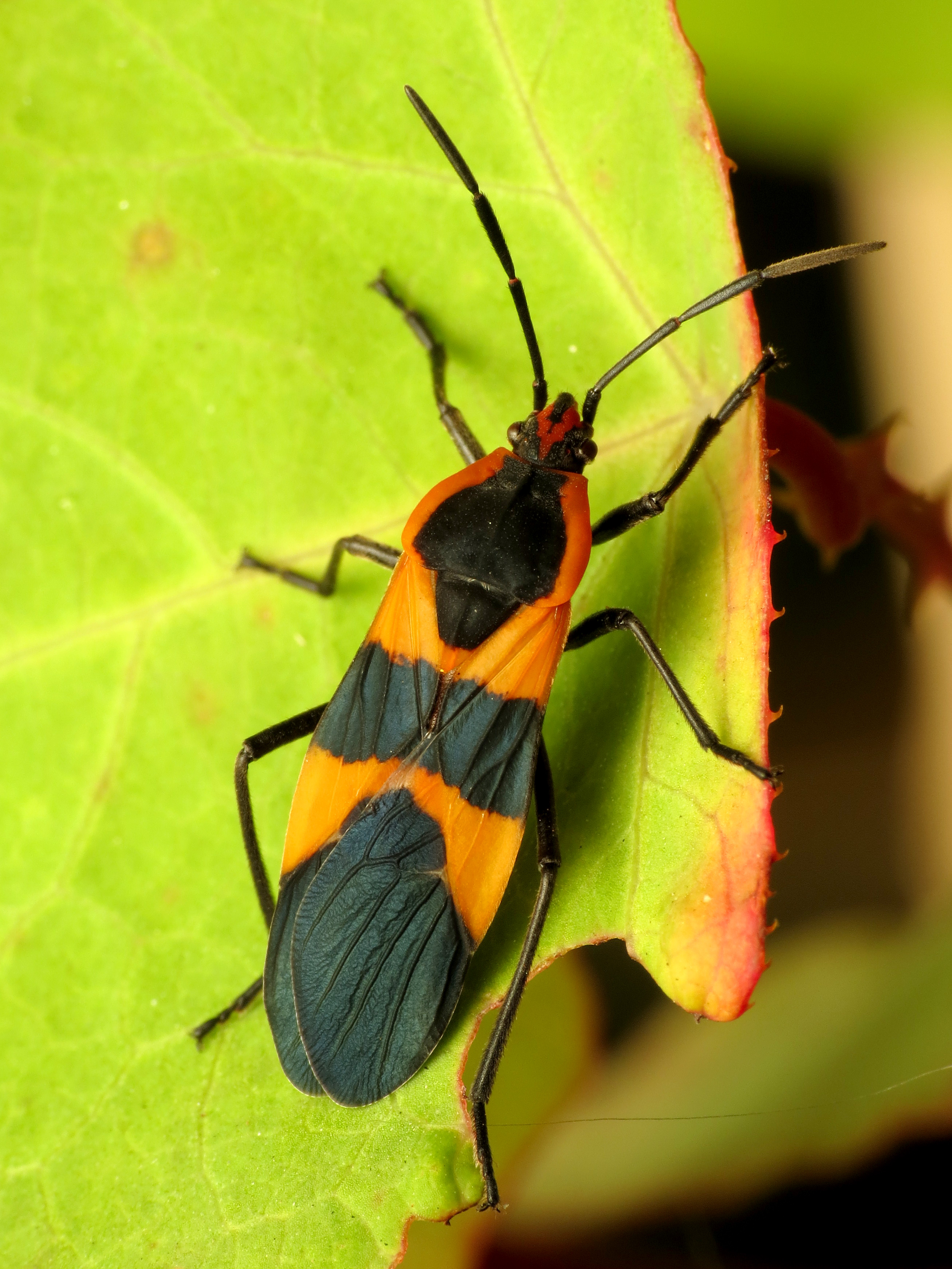
Lygaeinae: Oncopeltus fasciatus, Washington (États-Unis).
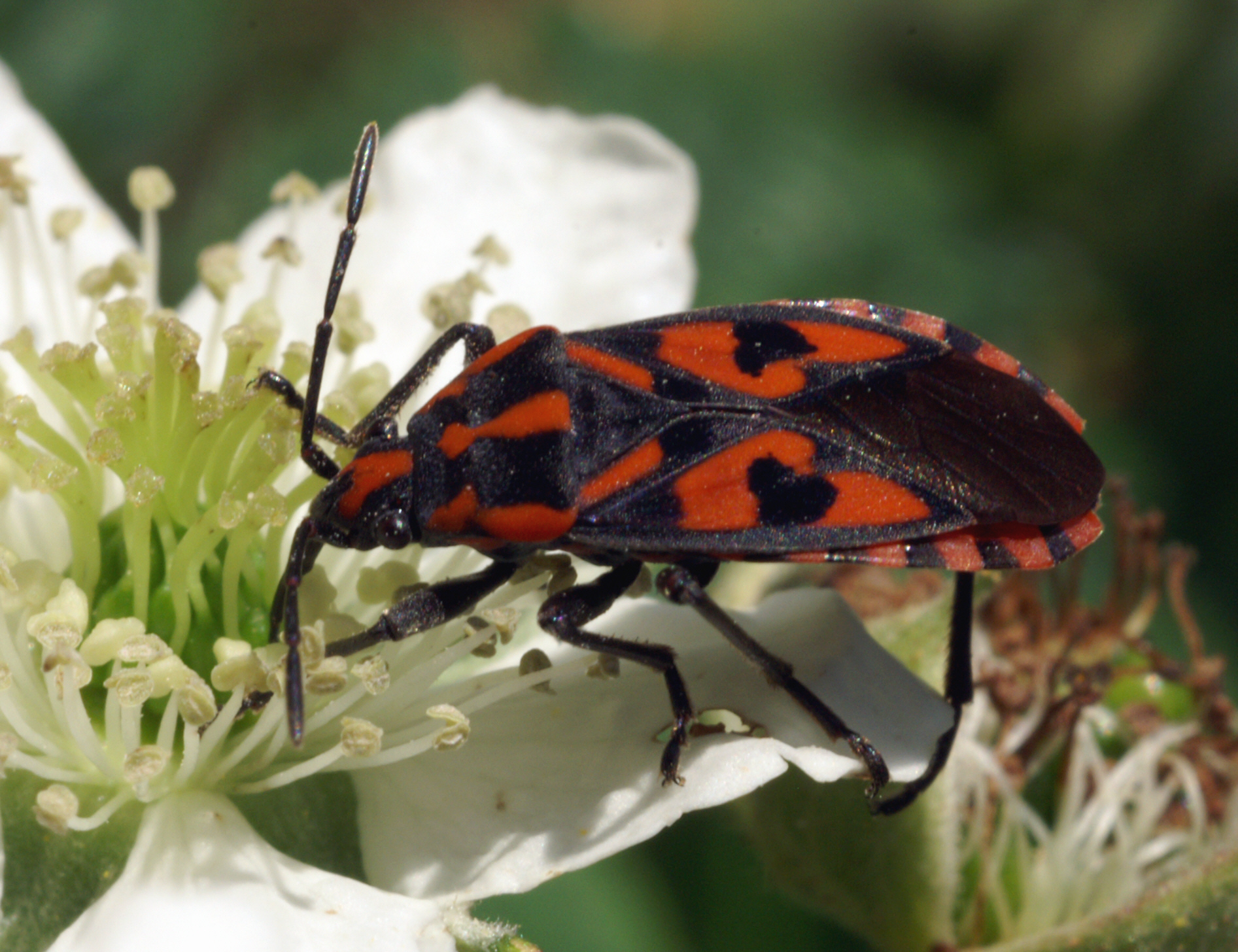
Lygaeinae : Spilostethus saxatilis.
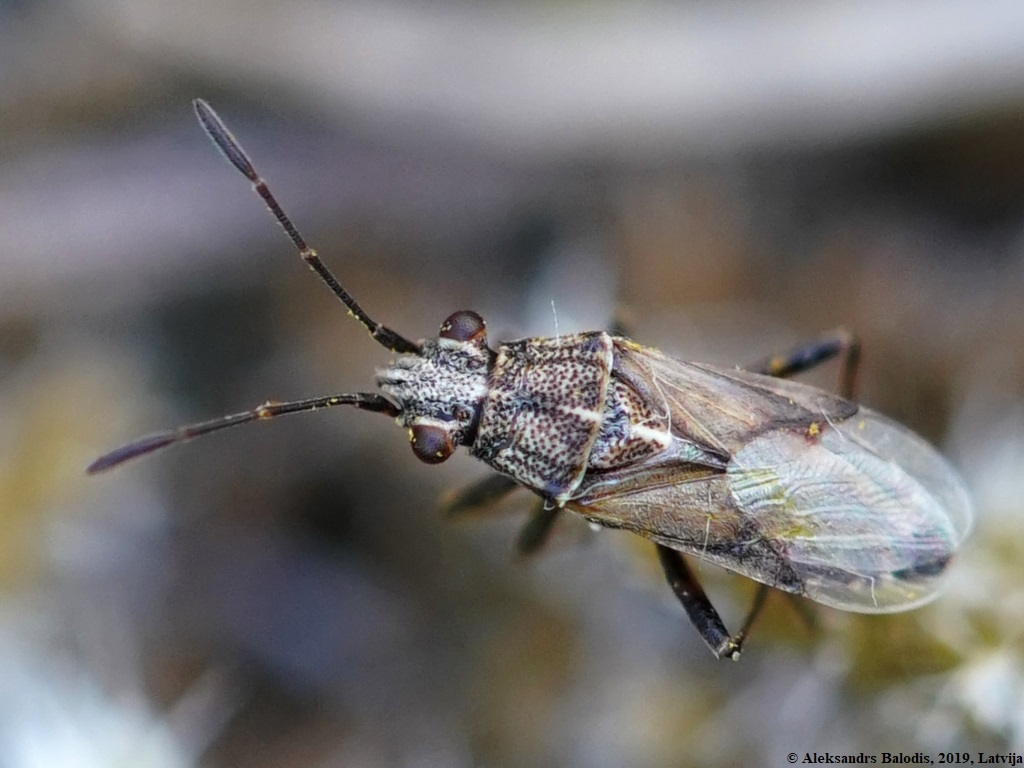
Orsillinae - Nysiini : Nysius helveticus, Lettonie.
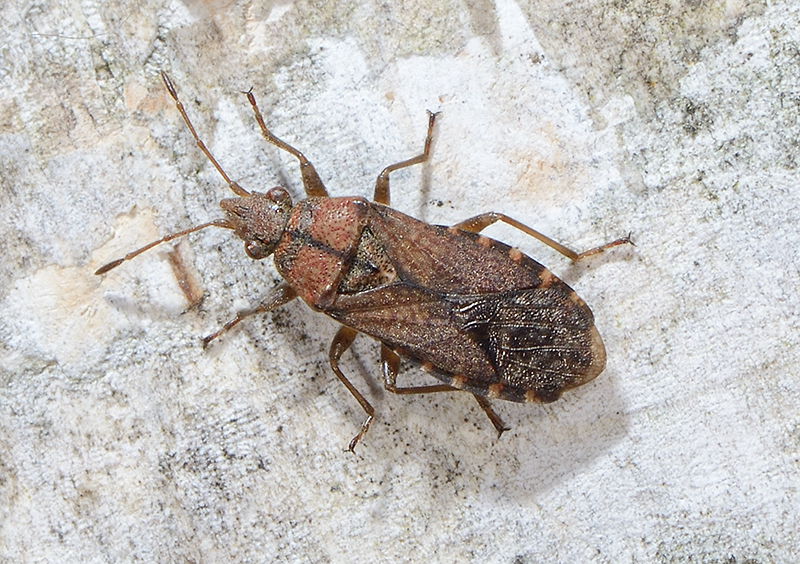
Orsillinae - Orsillini : Orsillus depressus, Pays-Bas.
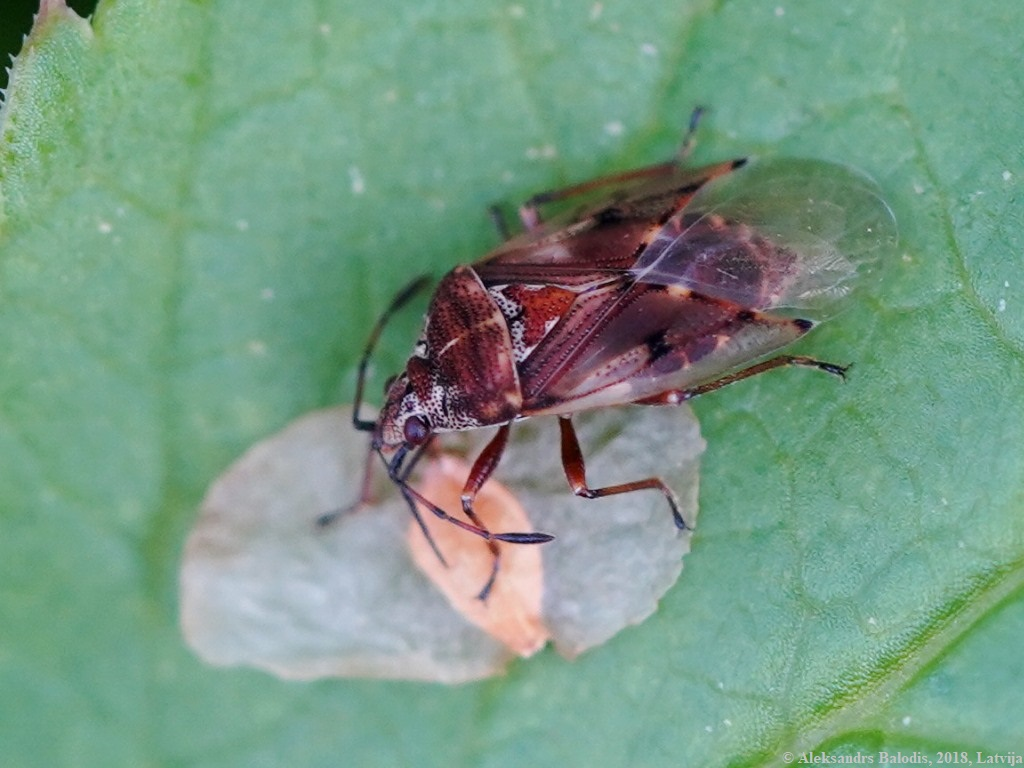
Kleidocerys resedae mangeant une graine de Bouleau.
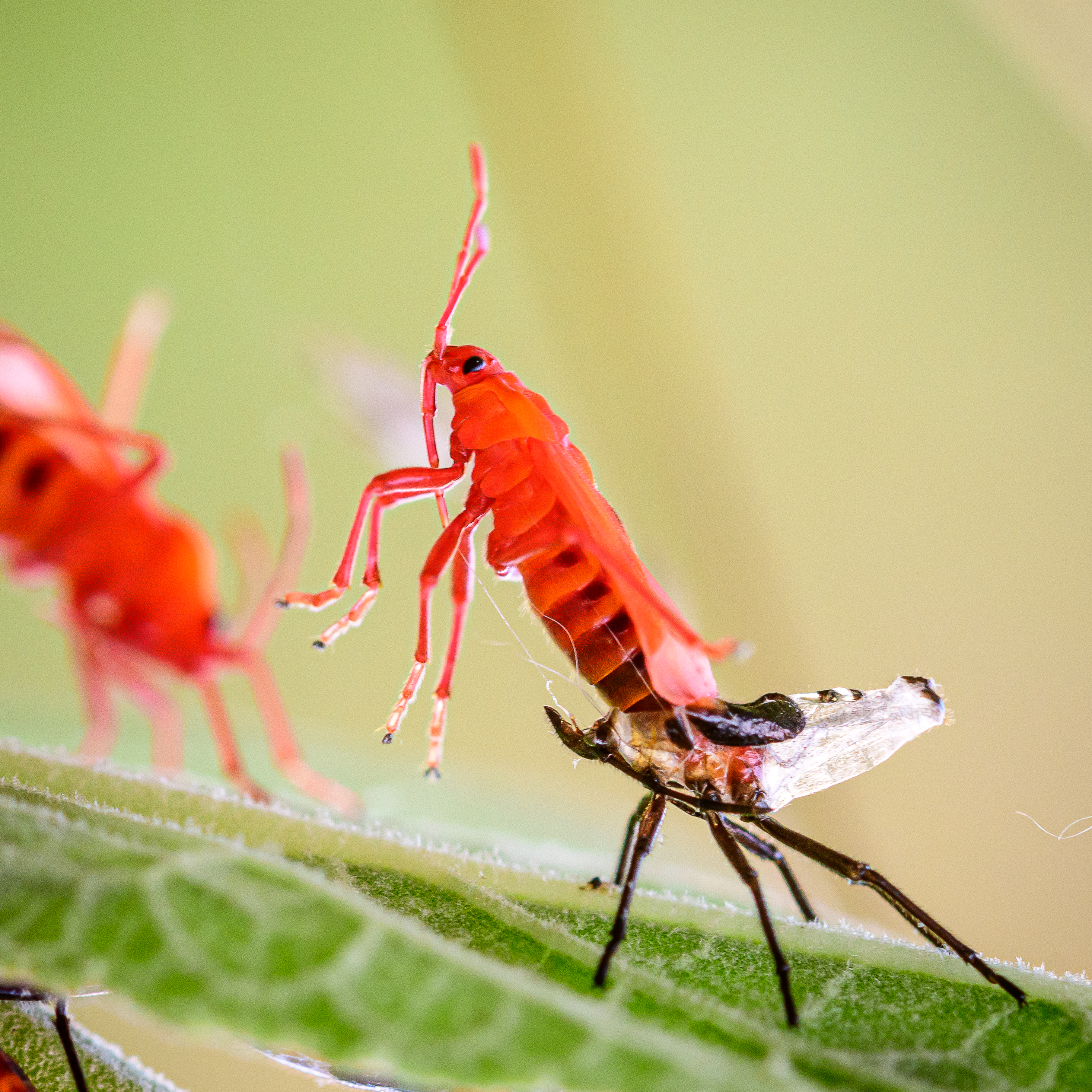
Émergence (dernière mue) chez Lygaeus equestris, la punaise équestre.
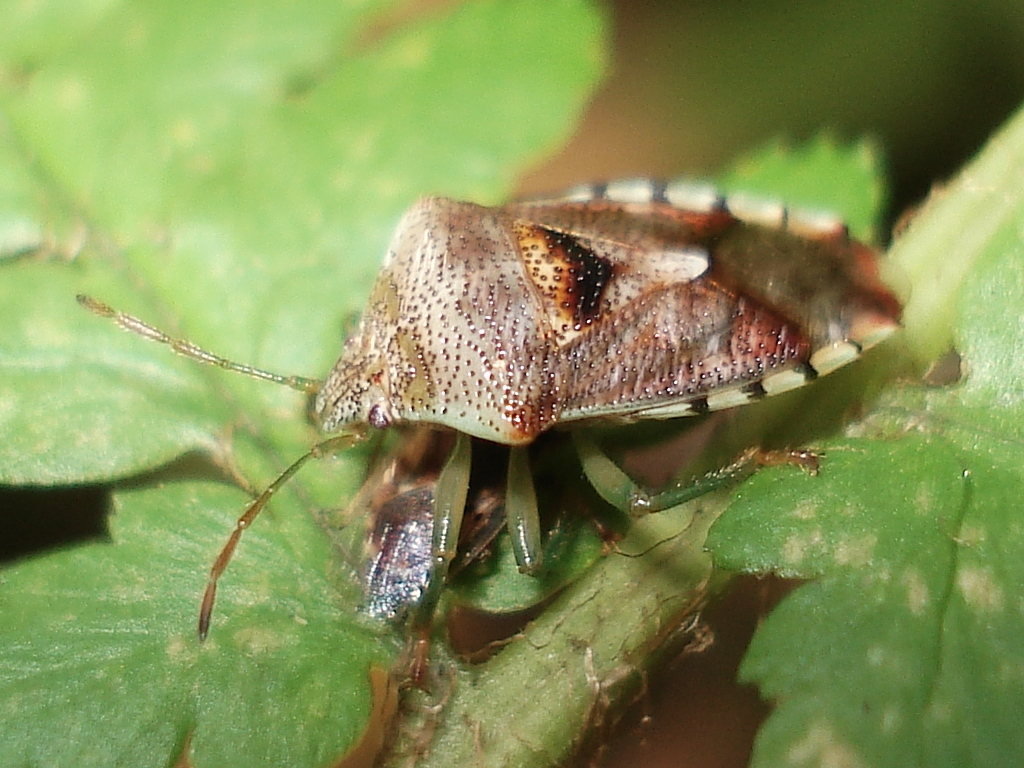
Kleidocerys resedae prédatée par Elasmucha grisea (Pentatomoidea, Acanthosomatidae).

## Systématique
Ce taxon a été reconnu initialement par l'entomologiste prussien Peter Samuel Schilling en 1829. Progressivement, on y a inclus de très nombreuses sous-familles, dans une conception des Lygaeidae au sens large, qui s'avérera plus tard paraphylétique, et équivalent presque aux Lygaeoidea, voire au-delà. Ces sous-familles ont ultérieurement été séparées et élevées au rang de famille: ce sera d'abord le cas avec les Berytidae, sortis des Lygaeidae en 1902, les Colobathristidae, sortis en 1910, puis les Idiostolidae et les Malcidae, sortis par Štys en 1967. En 1997, Thomas J. Henry révise ces Lygaeidae dans une perspective phylogénique, et en extrait encore de nombreuses sous-familles en les élevant également au rang de famille, formant ainsi les Artheneidae, les Blissidae, les Cryptorhamphidae, les Cymidae, les Geocoridae, les Henicocoridae, les Heterogastridae, les Meschiidae (alors encore au sein des Heterogastridae), les Ninidae, les Oxycarenidae, les Pachygronthidae, les Psamminae (placés chez les Piesmatidae), et les Rhyparochromidae. Les Lygaeidae seraient alors le groupe frère des Piesmatidae et de la « lignée des Malcidae ».   
Après cette importante révision, la famille au sens étroit ne comprend plus que 3 sous-familles: les Ischnorhynchinae, les Lygaeinae et les Orsillinae. Lygaeus est le genre type de la famille, décrit par Fabricius en 1794, et Lygaeus equestris la première espèce à avoir été décrite, par Linné en 1758 (sous le nom de Cimex equestris). 
Le site Lygaeoidea Species Files présente un catalogue mondial en ligne. La famille compte 110 genres et près d'un millier d'espèces décrites. En France, il n'y a que 16 genres et 38 espèces. Au Québec, on rencontre 10 espèces dans 6 genres.

### Fossiles
De nombreux fossiles rattachés à cette famille ont été découverts, dans les Lygaeinae, les Orsillinae que dans une sous-famille éteinte, les  †Lygaenocorinae, ainsi que dans des genres sans sous-famille attribuée. On compte une quinzaine de genres fossiles, ainsi que des espèces éteintes des genres actuels Lygaeus (17 espèces) et Lygaeosoma (1 espèce). Les plus anciens remontent au Jurassique moyen (Bajocien/Bathonien et Callovien/Oxfordien, soit −170 à −157 millions d'années). Il est probable que la famille se soit majoritairement constituée avant la fin du crétacé. Environ 140 espèces de Lygaeoidea fossiles ont été trouvés, datant majoritairement de l’oligocène et miocène.

### Liste des sous-familles, tribus, et genres
Selon BioLib (12 novembre 2022), complété à partir de Lygaeoidea Species Files :
- sous-famille Ischnorhynchinae Stål, 1872
  - genre Acanthocrompus Scudder, 1958
  - genre Caprhiobia Scudder, 1962
  - genre Cerocrompus Scudder, 1958
  - genre Congolorgus Scudder, 1962
  - genre Crompus Stål, 1874
  - genre Kleidocerys Stephens, 1829
  - genre Koscocrompus Scudder, 1958
  - genre Kualisompus Scudder, 1962
  - genre Madrorgus Scudder, 1962
  - genre Neocrompus China, 1930
  - genre Neokleidocerys Scudder, 1962
  - genre Oreolorgus Scudder, 1962
  - genre Polychisme Kirkaldy, 1904
  - genre Pylorgus Stål, 1874
  - genre Rhiophila Bergroth, 1918
  - genre Syzygitis Bergroth, 1921
- sous-famille Lygaeinae Schilling, 1829
  - genre Achlyosomus Slater Alex, 1992
  - genre Acrobrachys Horvath, 1914
  - genre Acroleucus Stål, 1874
  - genre Aethalotus Stål, 1874
  - genre Afraethalotus Scudder, 1963
  - genre Anochrostomus Slater Alex, 1992
  - genre Apterola Mulsant & Rey, 1866
  - genre Arocatus Spinola, 1837
  - genre Aspilocoryphus Stål, 1874
  - genre Aspilogeton Breddin, 1901
  - genre Astacops Boisduval, 1835
  - genre Aulacopeltus Stål, 1868
  - genre Biblochrimnus Brailovsky, 1982
  - genre Caenocoris Fieber, 1860
  - genre Cosmopleurus Stål, 1872
  - genre Craspeduchus Stål, 1874
  - genre Dalmochrimnus Brailovsky, 1982
  - genre Ektyphonotus Slater Alex, 1992
  - genre Emphanisis China, 1925
  - genre Gondarius Štys, 1972
  - genre Graptostethus Stål, 1868
  - genre Hadrosomus A. Slater, 1992
  - genre Haematorrhytus Stål, 1874
  - genre Haemobaphus Stål, 1874
  - genre Hormopleurus Horváth, 1884
  - genre Horvathiolus Josifov, 1965
  - genre Karachicoris Štys, 1972
  - genre Latochrimnus Brailovsky, 1982
  - genre Lygaeodema Horváth, 1924
  - genre Lygaeosoma Spinola, 1837
  - genre Lygaeospilus Barber, 1921
  - genre Lygaeus Fabricius, 1794
  - genre Melacoryphus Slater Alex, 1988
  - genre Melanerythrus Stål, 1868
  - genre Melanocoryphus Stål, 1872
  - genre Melanopleuroides A. Slater & Baranowski, 2001
  - genre Melanopleurus Stål, 1874
  - genre Melanostethus Stål, 1868
  - genre Melanotelus Reuter, 1885
  - genre Microspilus Stål, 1868
  - genre Neacoryphus Scudder, 1965
  - genre Nesostethus Kirkaldy, 1908
  - genre Nicuesa Distant, 1893
  - genre Ochrimnus Stål, 1874
  - genre Ochrostomus Stål, 1874
  - genre Oncopeltus Stål, 1868
  - genre Orsillacis Barber, 1914
  - genre Oxygranulobaphus Brailovsky, 1982
  - genre Paranysius Horváth, 1895
  - genre Pseudoacroleucoides Brailovsky, 1982
  - genre Psileula Seidenstücker, 1964
  - genre Pyrrhobaphus Stål, 1868
  - genre Scopiastella Slater, 1957
  - genre Scopiastes Stål, 1874
  - genre Spilostethus Stål, 1868
  - genre Stalagmostethus Stål, 1868
  - genre Stenaptula Seidenstücker, 1964
  - genre Stictocricus Horváth, 1914
  - genre Thunbergia Horváth, 1914
  - genre Torvochrimnus Brailovsky, 1982
  - genre Tropidothorax Bergroth, 1894
  - genre Woodwardiastes Slater, 1985
  - genre Zygocellus Brailovsky, 2021
  - genre Zygochrimnus Brailovsky, 2018
- sous-famille Orsillinae Stål, 1872
  - tribu Lepionysiini Ashlock, 1967
    - genre Lepionysius Ashlock, 1967

  - tribu Metrargini Kirkaldy, 1902
    - genre Balionysius Ashlock, 1967
    - genre Coleonysius Ashlock, 1967
    - genre Cuyonysius Dellapé & Henry, 2020
    - genre Darwinysius Ashlock, 1967
    - genre Glyptonysius Usinger, 1942
    - genre Metrarga White, 1878
    - genre Neseis Kirkaldy, 1900
    - genre Nesoclimacias Kirkaldy, 1908
    - genre Nesocryptias Kirkaldy, 1908
    - genre Oceanides Kirkaldy, 1910
    - genre Robinsonocoris Kormilev, 1952
    - genre Xyonysius Ashlock & Lattin, 1963

  - tribu Nysiini Uhler, 1876
    - genre Lepiorsillus Malipatil, 1979
    - genre Nesomartis Kirkaldy, 1907
    - genre Nithecus Horváth, 1890
    - genre Nysius Dallas, 1852
    - genre Oreonysius Usinger, 1952
    - genre Reticulatonysius Malipatil, 2005
    - genre Rhypodes Stål, 1868

  - tribu Orsillini Stål, 1872
    - genre Aborsillus Barber, 1954
    - genre Austronysius Ashlock, 1967
    - genre Belonochilus Uhler, 1871
    - genre Camptocoris Puton, 1886
    - genre Eurynysius Ashlock, 1967
    - genre Hyalonysius Slater, 1962
    - genre Neortholomus Hamilton, 1983
    - genre Orsillus Dallas, 1852
    - genre Ortholomus Stål, 1872
    - genre Sinorsillus Usinger, 1938
- genre †Coptochromus Scudder, 1890
- genre †Coriopachys Popov, 1986
- genre †Cryptochromus Scudder, 1890
- genre †Exitelus Scudder, 1890
- genre †Leipolygaeus Lin, 1985
- genre †Lithochromus Scudder, 1890
- genre †Lygaeites Heer, 1853
- genre †Macrocranum Jordan, 1967
- genre †Mesolygaeus Ping, 1928
- genre †Miogonates Sailer & Carvalho, 1957
- genre †Necrochromus Scudder, 1890
- genre †Procrophius Scudder, 1890
- genre †Prolygaeus Scudder, 1890
- sous-famille †Lygaenocorinae Popov, 1961
  - genre †Lygaenocoris Popov, 1961
  - genre †Oligacanchus Hong, 1980
  - genre †Sinnolygaeus Hong, 1980

### Espèces présentes au Québec
Selon Entomofaune.qc.ca :
- Kleidocerys ovalis
- Kleidocerys resedae
- Lygaeospilus tripunctatus
- Lygaeus kalmii angustomarginatus
- Lygaeus turcicus
- Neortholomus scolopax
- Nysius angustatus
- Nysius groenlandicus
- Nysius niger
- Oncopeltus fasciatus